# Natività di Gesù (Foppa)
La Natività di Gesù è un dipinto a tempera e oro su tavola (172x82 cm) di Vincenzo Foppa, databile al 1492 circa e conservato nel chiesa di Santa Maria Assunta a Chiesanuova, quartiere nella zona sud-ovest di Brescia.
L'opera rivela l'abbandono, da parte dell'autore, della fastosità degli ori del tardo gotico per privilegiare un paesaggio aperto, sotto l'influenza di Giovanni Bellini e della pittura fiamminga. Notevole, in questo senso, è il ripensamento dello sfondo, inizialmente concepito come una volta a botte e poi modificato durante l'esecuzione: il pentimento è ancora avvertibile sotto il successivo manto pittorico.

## Storia
La tavola era il pannello centrale di un polittico  del quale restano la tavola in questione e altre due raffiguranti Santa Apollonia e San Giovanni Battista, oggi custodite nella Pinacoteca Tosio Martinengo. Per lungo tempo si è supposto che il polittico fosse stato originariamente in un altare della collegiata dei Santi Nazaro e Celso a Brescia. In realtà il riordino dell'archivio storico della Collegiata ha portato ad escludere definitivamente tale ipotesi. Perduta è anche l'originale cornice lignea, della quale possono essere rilevate alcune tracce sui pannelli laterali.
Il dipinto arriva nella chiesa di Santa Maria Assunta a Chiesanuova in età napoleonica, nella fase finale dei lavori di ricostruzione integrale dell'edificio, avviati dal curato Pietro Poli. Nell'occasione furono ricostruiti anche gli altari laterali: l'altare della Madonna delle Grazie fu evidentemente concepito, per forma e dimensioni, per ospitare proprio questa tavola.
Dal 27 marzo 1991 è stata collocata per motivi di sicurezza nella chiesa nuova del quartiere, previa autorizzazione della competente Soprintendenza per i Beni artistici e storici di Mantova e all'altare della Madonna delle Grazie della chiesa vecchia è stata posta una copia di eguali dimensioni.

## Descrizione
La tavola raffigura l'episodio della natività di Gesù: al centro, in posizione predominante sulla scena, è posta la Madonna inginocchiata e in atteggiamento contemplativo del Gesù Bambino, situato nell'angolo in basso a sinistra. A destra, in piedi a fianco di Maria, si trova san Giuseppe. Entrambi vestono tuniche colorate e hanno la testa circondata da una aureola. A sinistra della Madonna, il bue e l'asino completano l'iconografia tradizionale dell'evento.
La scena si svolge in un locale povero, del quale si intravede un poco l'architettura nei due angoli superiori. Lo sfondo è invece dominato da un paesaggio naturale, con colline che degradano verso un corso d'acqua. Nella centinatura è stato dipinto il soffitto del locale, a capriate lignee, e un angelo nel cielo sullo sfondo, rivolto verso il Cristo nascente.

## Stile
La tavola rivela l'abbandono, da parte dell'autore, della fastosità degli ori del tardo gotico per privilegiare il paesaggio aperto che, nella concezione complessiva del polittico, superava la spartizione architettonica della cornice e comprendeva anche i pannelli laterali. Nel dipinto è notevole l'intima religiosità della scena, raccontata nei suoi elementi essenziali e collocata entro un'architettura appena accennata, ma che rivela una chiara concezione rinascimentale negli archi a tutto sesto ai lati impostati secondo prospettiva, che fungono quindi da quinte architettoniche.
Molto significativo è il ripensamento dell'ambiente circostante il gruppo in primo piano, inizialmente pensato come una volta a botte della quale si intravede ancora il profilo, soprattutto guardando il dipinto in riflesso: il Foppa supera il suo interesse verso i problemi di spazialità e prospettiva per aprire il più possibile l'ambientazione sull'ariosità del paesaggio, sotto l'influsso di Giovanni Bellini. Forti influssi dalla pittura fiamminga si rilevano invece nello sfondo naturalistico e nell'atteggiamento dei personaggi, ad esempio nel fatto che il Gesù Bambino poggi su un lembo del manto di Maria, particolare molto frequente nella pittura nordica.
La scelta di posizionare la scena della Natività al centro del polittico, comunque, rientra appieno nelle consuetudini del Foppa: si veda ad esempio il Polittico di Santa Maria delle Grazie, di poco successivo e probabilmente simile per conformazione generale.